# Station Allassac
Station Allassac is een spoorwegstation in de Franse gemeente Allassac.
Het station werd geopend in 1893. Het was belangrijk als goederenstation voor het vervoer van leien voor de bouw en groenten en fruit vanuit Allassac.